# Rally Dakar de 1994
El Rally Dakar de 1994, la decimosexta edición de esta carrera rally raid, se realizó del 29 de diciembre de 1993 al 16 de enero del año siguiente. El trayecto total de esta versión, que se extendió entre París y Eurodisney, fue de 13 379 km y se disputó por rutas de Francia, España, Marruecos (con el Sahara Occidental incluido), Mauritania y Senegal.
Participaron en total 96 coches, 96 motocicletas y 28 camiones, de los cuales llegaron a la final 57, 47 y 10, respectivamente.

## Recorrido
| Etapa | Fecha           | Origen                           | Destino                          | Total (km) |  |
| ----- | --------------- | -------------------------------- | -------------------------------- | ---------- |  |
| 1     | 29 de diciembre | París Francia                    | París Francia                    |            |  |
| 2     | 30 de diciembre | Burdeos Francia                  | Granada · España                 |            |  |
| 3     | 31 de diciembre | Granada · España                 | Rabat Marruecos                  | 615        |  |
| 4     | 1 de enero      | Rabat Marruecos                  | Agadir Marruecos                 | 655        |  |
| 5     | 2 de enero      | Agadir Marruecos                 | Tan-Tan Marruecos                | 558        |  |
| 6     | 3 de enero      | Tan-Tan Marruecos                | Villa Cisneros Sahara Occidental | 953        |  |
| 7     | 4 de enero      | Villa Cisneros Sahara Occidental | Nuadibú Mauritania               | 570        |  |
| 8     | 5 de enero      | Nuadibú Mauritania               | Nuakchot Mauritania              | 485        |  |
| 9     | 6 de enero      | Nuakchot Mauritania              | Dakar Senegal                    | 170        |  |
| 9     | 7 de enero      | Nuakchot Mauritania              | Dakar Senegal                    | 457        |  |
| 10    | 8 de enero      | Dakar Senegal                    | Boutilimit Mauritania            | 566        |  |
| 11    | 9 de enero      | Boutilimit Mauritania            | Atar Mauritania                  | 491        |  |
| 12    | 10 de enero     | Atar Mauritania                  | Nuadibú Mauritania               | 680        |  |
| 13    | 11 de enero     | Nuadibú Mauritania               | Bir Enzarán Marruecos            |            |  |
| 14    | 12 de enero     | Bir Enzarán Marruecos            | Tan-Tan Marruecos                | 702        |  |
| 15    | 13 de enero     | Tan-Tan Marruecos                | Uarzazat Marruecos               |            |  |
| 16    | 14 de enero     | Uarzazat Marruecos               | Melilla · España                 | 913        |  |
| 17    | 15 de enero     | Motril · España                  | Château Lastours Francia         | 1230       |  |
| 18    | 16 de enero     | Château Lastours Francia         | Eurodisney Francia               |            |  |

## Vencedores por etapas
| Etapa   | Motocicletas                    | Coches                        |
| ------- | ------------------------------- | ----------------------------- |
| 1       | Heinz Kinigadner                | Bruno Saby                    |
| 2       | Cancelado                       | Claude Arnoux                 |
| 3       | Josep Lluís Steuri              | Pierre Lartigue               |
| 4       | Cancelado                       | Cancelado                     |
| 5       | Jordi Arcarons Carlos Mas       | Hubert Auriol Pierre Lartigue |
| 6       | Óscar Gallardo Plaza            | Erwin Weber                   |
| 7       | Edi Orioli                      | Hubert Auriol                 |
| 8       | Jean-Christophe Wagner          | Pierre Lartigue               |
| 9       | Carlos Mas                      | Hubert Auriol                 |
| 9       | Jordi Arcarons                  | Pierre Lartigue               |
| 10      | Edi Orioli Óscar Gallardo Plaza | Pierre Lartigue Hubert Auriol |
| 11      | Jordi Arcarons                  | Pierre Lartigue               |
| 12      | Edi Orioli                      | Hubert Auriol                 |
| 13      | Edi Orioli                      | Pierre Lartigue               |
| 14      | Jordi Arcarons                  | Jérôme Riviere                |
| 15      | Jordi Arcarons Michael Griep    | Pierre Lartigue               |
| 16      | Jordi Arcarons                  | Hubert Auriol                 |
| Fuente: |                                 |                               |

## Clasificación final

### Coches
| Puesto | Piloto / copiloto                      | País                  | Marca   |
| ------ | -------------------------------------- | --------------------- | ------- |
| 1      | Pierre Lartigue / Michel Périn         | Francia               | Citroën |
| 2      | Hubert Auriol / Gilles Picard          | Francia               | Citroën |
| 3      | Philippe Wambergue / Jean Paul Cottret | Francia / Reino Unido | Buggy   |

### Motos
| Puesto | Nombre         | País   | Marca  |
| ------ | -------------- | ------ | ------ |
| 1      | Edi Orioli     | Italia | Cagiva |
| 2      | Jordi Arcarons | España | Cagiva |
| 3      | Fabrizio Meoni | Italia | Honda  |

### Camiones
| Puesto | Nombre                                               | País            | Marca   |
| ------ | ---------------------------------------------------- | --------------- | ------- |
| 1      | Karel Loprais / Radomír Stachura / Josef Kalina      | República Checa | Tatra   |
| 2      | Yoshimasa Sugawara / Hideki Shibata / Katsumi Hamura | Japón           | Hino    |
| 3      | Jacques Marvy / Jean-Pierre Dujon / M. Pons          | Francia         | Perlini |